# 아라라인 엔터테인먼트
아라라인 엔터테인먼트(영어: ARAline Entertainment)는 대한민국의 연예기획사이다.

## 소속 아티스트
- 정민
- 킴보